# صوفيا أكاتيفا
صوفيا دميترييفنا أكاتيفا (الروسية: Софья Дмитриевна Акатьева ، ولدت في 7 يوليو 2007) لاعبة تزلج على الجليد روسية، بطلة سباق الجائزة الكبرى للناشئين في روسيا 2021 ، وبطلة سباق الجائزة الكبرى للناشئين في بولندا 2021 ، والبطلة الوطنية الروسية للناشئين 2021 ،

## روابط خارجية
- صوفيا أكاتيفا في الاتحاد الدولي للتزلج

| أصحاب الأرقام القياسية العالمية للناشئين | أصحاب الأرقام القياسية العالمية للناشئين               | أصحاب الأرقام القياسية العالمية للناشئين |
| ---------------------------------------- | ------------------------------------------------------ | ---------------------------------------- |
| سبقه كاميلا فالييفا                      | التزلج الحر للسيدات للناشئين 18 سبتمبر 2021 - حتى الآن | تبعه                                     |
| سبقه كاميلا فالييفا                      | مجموع نقاط الناشئين سيدات 18 سبتمبر 2021 - حتى الآن    | تبعه                                     |